# Il secondo diario minimo
Il secondo diario minimo è una raccolta di scritti brevi intesi come "divertissement", pubblicato da Umberto Eco nel 1992. Come il titolo suggerisce la raccolta è stata preceduta da un'altra raccolta nel 1963, il Diario minimo.